# バックネル大学

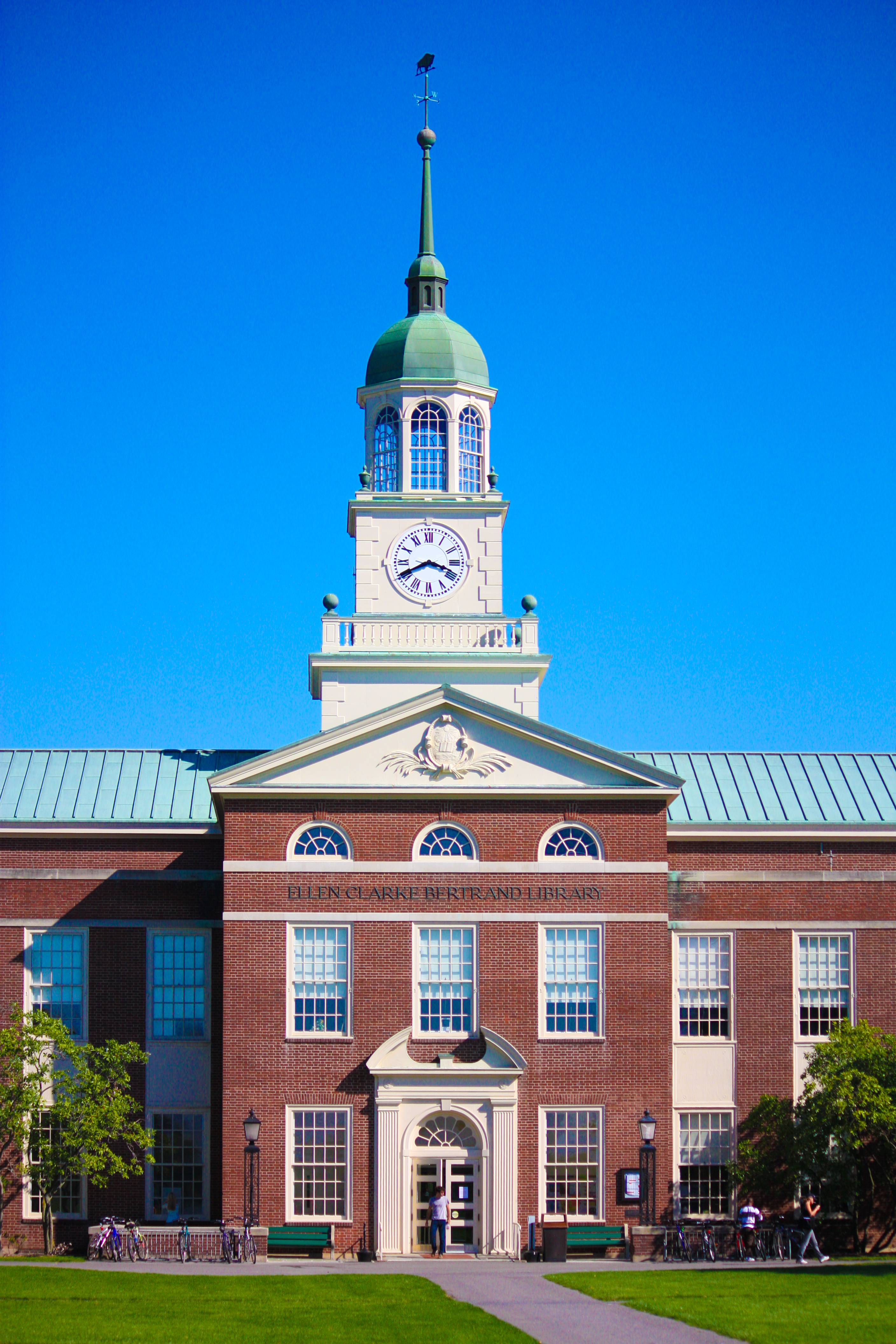
エレン・クラーク・バートランド図書館

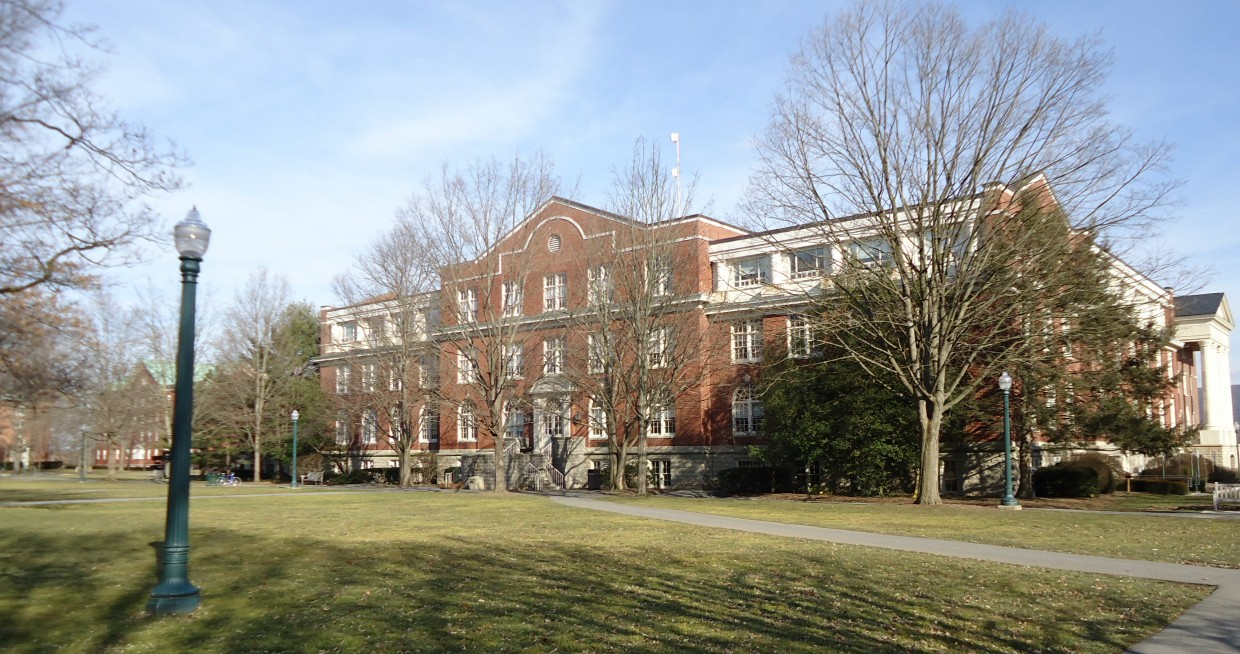
チャールズ・A・デイナ工学ビル

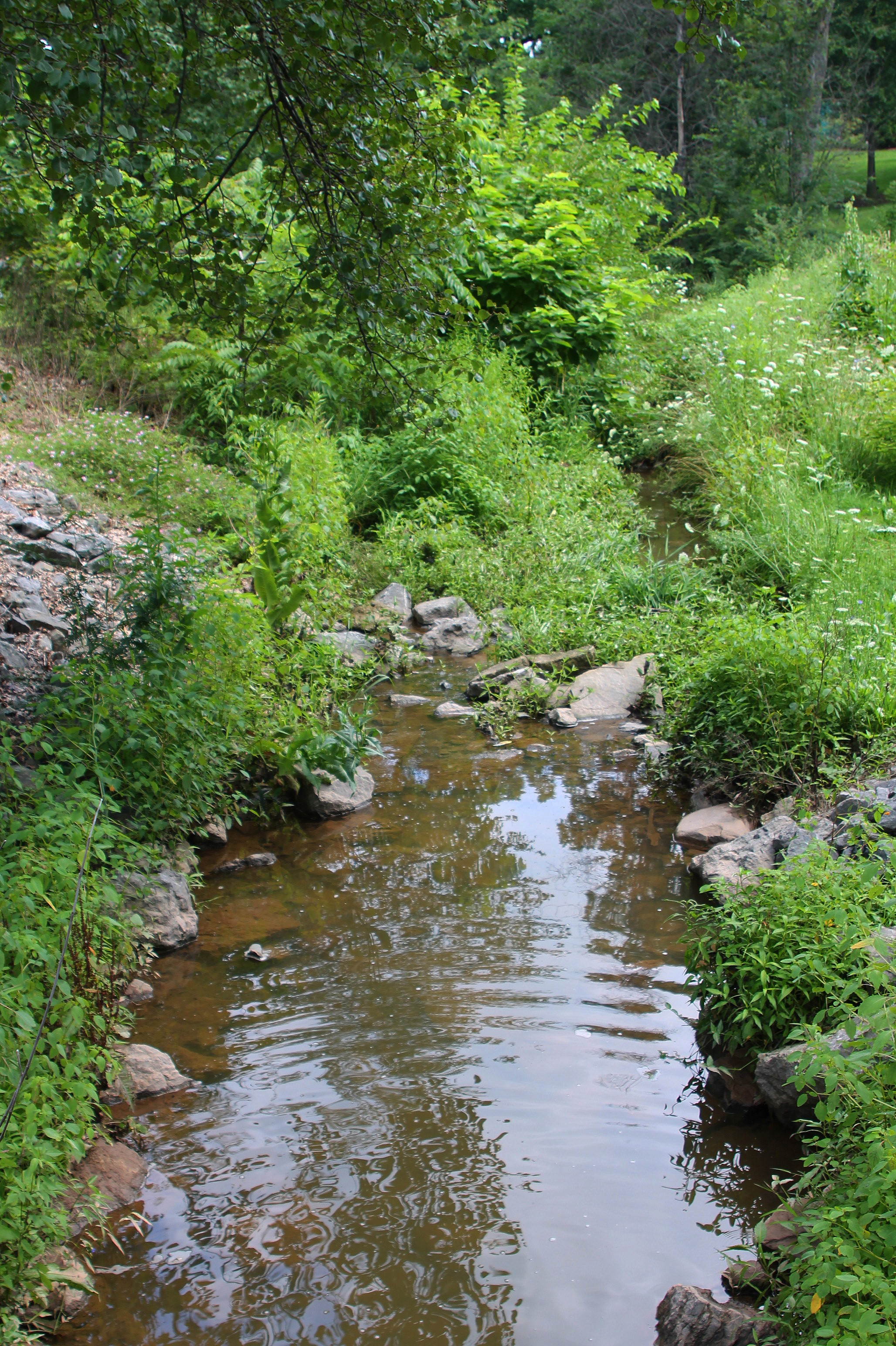
キャンパス内のミラー小川

バックネル大学（英語: Bucknell University）は米国ペンシルベニア州中部にあるリベラル・アーツ・カレッジで、創立は1846年。

## 概要
バックネル大学はペンシルベニア州ユニオン郡の郡都所在地ルイスバーグ（Lewisburg）にあるリベラル・アーツ・カレッジで、創立は1846年にバプテスト教会を創立母体として遡る。
現在、芸術、人文科学、科学、社会科学、工学、教育、音楽などの専攻があり、法律、医学へ専攻へ備える部門もある。
キャンパスはルイスバーグの町の南郊外にあり、1.8平方キロメートルの面積で、サスケハナ川の西支流が流れている。
学生はおもに学部生3,500名で、大学院生は175名である。

## 著名な出身者
- ベンガ・アキナベ
- ビル・ウェステンホファー
- 椎名武雄
- エドワード・ハーマン
- マーク・ハウザー
- デイヴィッド・ジェイン・ヒル
- ティモシー・ケラー
- マイク・マスカラ
- クリスティ・マシューソン
- サミュエル・モリソン
- フィリップ・ロス